# Bombus dilectus
Bombus dilectus (saknar svenskt namn) är en utdöd insekt i överfamiljen bin (Apoidea) och släktet humlor (Bombus).
Arten är en utdöd humla, som levde under Miocen, mellan 15,2 och 17 miljoner år före nutid. Den återfanns 1994 i Shanwangs geologiska nationalpark i häradet Linqu i provinsen Shandong i Kina. Humlan var kraftigt byggd: Kroppslängden var 29 mm med en största bredd på nästan 9 mm, och framvingarna var 15,5 mm långa.